# Abner Louis Notkins
Abner Louis Notkins (New Haven, 8 de maio de 1932) é um imunologista e virologista estadunidense.
Notkins estudou na Universidade Yale, onde obteve o bacharelado em 1953, com um M.D. em 1958 na Universidade de Nova Iorque. Fez a residência médica no Johns Hopkins Hospital e foi pesquisador em 1960/1961 no National Cancer Institute dos Institutos Nacionais da Saúde (NIH). A partir de 1997 dirigiu a seção de medicina experimental do National Institute of Dental and Craniofacial Research (NIDCR) do NIH.
Trabalha com doenças autoimunes, em especial diabetes mellitus de tipo 1.
Recebeu em 1986 Prêmio Paul Ehrlich e Ludwig Darmstaedter. É membro da Associação Americana para o Avanço da Ciência.